# Phare de Punta Delgada (Argentine)
Pour les articles homonymes, voir Phare de Punta Delgada.
Le phare de Punta Delgada (en espagnol : Faro Punta Delgada) est un phare actif situé au sud-est de la Péninsule Valdés (Département de Biedma), dans la Province de Chubut en Argentine.
Il est géré par le Servicio de Hidrografía Naval (SHN) de la marine . 
Le phare est classé monument historique national depuis le 15 novembre 2010.

## Histoire
Le phare a été mis en service le 1er mai 1905. Il se situe à 70 km de Puerto Pirámides.
À l'origine il fonctionnait au pétrole. Maintenant il fonctionne à l'énergie électrique à partir d'un générateur. Le phare est toujours pourvu en personnel. Les bâtiments annexes sont utilisés comme hôtel et restaurant.

## Description
Ce phare  est une tour circulaire en fonte, avec une galerie et une lanterne de 14 m de haut. La tour est peinte en rouge et la lanterne est noire. Il émet, à une hauteur focale de 71 m, trois éclats blancs (2+1) par période de 25 secondes. Sa portée est de 28 milles nautiques (environ 52 km).
Identifiant : ARLHS : ARG-015 - Amirauté : G1054 - NGA : 110-19660.
|                                 |
| Localisation : Péninsule Valdez |

### Lien connexe
- Liste des phares d'Argentine